# 政府特別補佐人
政府特別補佐人（せいふとくべつほさにん）とは、日本の国会において、国務大臣を補佐するために指名される行政府の担当者を言い、以下の5名のうちから宛てられる。
- 人事院総裁（川本裕子）
- 内閣法制局長官（近藤正春）
- 公正取引委員会委員長（古谷一之）
- 原子力規制委員会委員長（更田豊志）
- 公害等調整委員会委員長（荒井勉）

国会法第69条は、国会において内閣総理大臣その他の国務大臣を補佐するため、内閣は衆議院議長及び参議院議長の承認を得て、政府特別補佐人を本会議または委員会に出席させることができることを規定している。
また、委員会は、議長を経由して内閣総理大臣その他の国務大臣並びに内閣官房副長官、副大臣及び大臣政務官並びに政府特別補佐人の出席を求めることができることになっている。
国会審議の活性化及び政治主導の政策決定システムの確立に関する法律による政府委員制度の廃止及び副大臣制度の導入に際して、導入された。
両院議長の承認は、政府特別補佐人の出席の都度ではなく、会期の冒頭に一括して行われる先例である。